# 怪物くん 全曲集
『怪物くん 全曲集』（かいぶつくん ぜんきょくしゅう）は、テレビアニメ『怪物くん』のコンピレーション・アルバム。2005年1月19日にコロムビアミュージックエンタテインメント（現・日本コロムビア）から発売された。

## 概要
テレビアニメ『怪物くん』の旧作（モノクロ版）とリメイク（カラー版）の2作の楽曲が収録されている。リメイク版の放送開始から25周年を記念して発売されたアルバムである。トラック1 - 9はリメイク版、10 - 16は旧作の関連楽曲を収録。
CDジャケットには、怪物太郎、ドラキュラ、オオカミ男、フランケン、市川ヒロシが描かれている。

## 収録曲
1. ユカイ ツーカイ怪物くん
  - 歌：怪物くん（野沢雅子）
  - 作詞：藤子不二雄 / 作曲：小林亜星 / 編曲：筒井広志
  - テレビアニメ『怪物くん』（カラー版）オープニングテーマ
2. 怪物くんマーチ
  - 歌：怪物くん（野沢雅子）
  - 作詞：藤子不二雄 / 作曲：小林亜星 / 編曲：筒井広志
3. フランケンのうた
  - 歌：フランケン（相模太郎）
  - 作詞：藤子不二雄 / 作曲：小林亜星 / 編曲：筒井広志
4. ドラキュラのうた
  - 歌：ドラキュラ（肝付兼太）
  - 作詞：藤子不二雄 / 作曲：小林亜星 / 編曲：筒井広志
5. オオカミ男のうた
  - 歌：オオカミ男（神山卓三）
  - 作詞：藤子不二雄 / 作曲：小林亜星 / 編曲：筒井広志
6. GO!GO!モンスター号
  - 歌：ピーカブー
  - 作詞：藤子不二雄 / 作曲：小林亜星 / 編曲：筒井広志
  - 劇場版『怪物くん 〜怪物ランドへの招待〜』主題歌
7. 新・怪物くん音頭
  - 歌：怪物くん（野沢雅子）
  - 作詞：藤子不二雄 / 作曲：小林亜星 / 編曲：筒井広志
  - テレビアニメ『怪物くん』（カラー版）エンディングテーマ
8. 怪物サンバ
  - 歌：怪物くん（野沢雅子）
  - 作詞：ばばすすむ / 作曲：小林亜星 / 編曲：筒井広志
9. おれたちゃ怪物三人組よ
  - 歌：オオカミ男、ドラキュラ、フランケン（神山卓三、肝付兼太、相模太郎）
  - 作詞：藤子不二雄 / 作曲：小林亜星 / 編曲：筒井広志
  - テレビアニメ『怪物くん』（カラー版）エンディングテーマ
10. おれは怪物くんだ
  - 歌：怪物くん、ドラキュラ、オオカミ男、フランケン（白石冬美、大竹宏、兼本新吾、今西正男）
  - 作詞：藤子不二雄 / 作曲・編曲：筒美京平
  - テレビアニメ『怪物くん』（モノクロ版）オープニングテーマ・エンディングテーマ
11. そろた怪物3人組
  - 歌：ドラキュラ、オオカミ男、フランケン（大竹宏、兼本新吾、今西正男）
  - 作詞：藤子不二雄 / 作曲・編曲：筒美京平
  - テレビアニメ『怪物くん』（モノクロ版）挿入歌
12. 怪物くんの子守歌
  - 怪物くん、ドラキュラ、オオカミ男、フランケン（白石冬美、大竹宏、兼本新吾、今西正男）
  - 作詞：藤子不二雄 / 作曲・編曲：筒美京平
  - テレビアニメ『怪物くん』（モノクロ版）挿入歌
13. 赤鼻のトナカイ
  - 歌：市川ひろし、怪物くん（松島みのり、白石冬美）
  - 作詞：漣健児 / 作曲：Johny Marks / 編曲：筒美京平
14. 怪物くんのクリスマス
  - 歌：市川ひろし、怪物くん、ドラキュラ、オオカミ男（松島みのり、白石冬美、大竹宏、兼本新吾）
  - 作詞：藤子不二雄 / 作曲・編曲：筒美京平
15. ジングルベル
  - 歌：市川ひろし、怪物くん、ドラキュラ、オオカミ男（松島みのり、白石冬美、大竹宏、兼本新吾）
  - 作詞：しばさきそうすけ / 作曲：J.S.Pierpont / 編曲：筒美京平
16. 怪物くん音頭
  - 歌：石川進、怪物くん（白石冬美）
  - 作詞：藤子不二雄 / 作曲：渡辺岳夫 / 編曲：小谷充
  - テレビアニメ『怪物くん』（モノクロ版）エンディングテーマ